# Mercurio Bua
Mercurio Bua Spata, né Maurizio : Mërkur [Murrik] Bua Shpata; Nauplie, 1478 – Trévise, 1542), est un condottiere et « capitano di ventura » albanais, naturalisé italien. Il fut comte d'Aquino et de Roccasecca en qualité de vassal du roi de France.

## Biographie
Maurizio Bua est un descendant de la famille princière albanaise des Bua Spata qui s'était installée dans le Péloponnèse. Ses ancêtres sont des despotes d'Angelókastro et d'Arta, ainsi que des barons du despotat de Morée. Après la conquête ottomane de la péninsule hellénique en 1460, Pietro Bua, le père de Maurizio, avait été acclamé chef des Albanais de Grèce ,. Il hérite d'une longue tradition familiale de chef d'une condotta de supplétifs au service de Venise dans le Péloponnèse.
Maurizio déménage à Venise très jeune, après la mort de son père (vers 1489  ), et c'est là qu'il change son prénom de Maurizio en Mercurio .

### Premières entreprises militaires à Venise
Après avoir entrepris une carrière militaire, il se met au service de la république de Venise, faisant ses premières expériences de estradiots. Avec le déclenchement des longues guerres d'Italie (1494-1559), il est employé dans l'armée vénitienne et participe à la bataille de Fornoue le 6 juillet 1495. Plus tard, il prend part à la bataille de Novare contre Louis II, duc d'Orléans et futur roi de France. L'année suivante, en 1496, il participe aux combats contre les Français dans le royaume de Naples, aux côtés des Aragonais et de Francesco Gonzaga. Dans les premiers mois de 1499, à la suite de la première expulsion des Médicis de Florence, il apporte son aide à Pise qui se révolte contre la domination des Médicis. A cette occasion, il se distingue dans une action à Piombino .

### Au service de Milan, de la France et de l'Empire germanique
En 1499, en raison d'un retard dans le versement de sa solde, Bua quitte l'armée vénitienne, se rend à Lucques et se met au service du duc de Milan Ludovic Sforza. Pressé par les troupes françaises, il est contraint de se retirer à Innsbruck avec son nouveau seigneur, mais participe aux affrontements armés qui se déroulent à Mortara, Pavie et Vigevano. Il se place à la tête de la défense de la ville de Novare qui est assiégée par le condottiere Gian Giacomo Trivulzio qui est à la solde des Français ( 1500 ). Vaincu, Bua est fait prisonnier par un corps de mercenaires écossais et enfermé dans la forteresse de Castellar, dans le marquisat de Saluzzo, auprès du noble Giovanni Andrea Saluzzo di Castellar. Il est libéré contre rançon au bout de sept semaines.
Sous la bannière française, Bua participe à la guerre contre les Espagnols dans le royaume de Naples et à la bataille du Garigliano ( 1503 ). En reconnaissance de ses exploits, il est investi par le roi de France Louis XII des fiefs d'Aquino et de Roccasecca. En 1506, il sert dans l'armée de Chaumont , avec qui il lutte contre la famille bolognaise Bentivoglio, reconquérant la capitale Felsine au bénéfice de la papauté. Le pape Jules II lui accorde alors la somme de 1000 florins en récompense de cette action. Après d'autres campagnes militaires en Lombardie et dans le Piémont, il se rend en Ligurie où, en 1507, la révolte anti-française qui éclate à Gênes est réprimées et le doge rebelle Paolo da Novi décapité. Cette même année, il accompagne Louis XII lors de son entrée solennelle à Milan. En 1508, il est engagé par l'empereur Maximilien I de Habsbourg et envoyé en Flandre où il commande 400 estradiots. Il se heurte d'abord aux troupes du duc de Gueldre, puis participe à la guerre de Succession de Landshut en Bavière.

### La guerre de la Ligue Cambrai
À partir de 1509, après le déclenchement de la troisième guerre d'Italie (aussi appelée guerre de la Ligue de Cambrai ), il retourne en Italie, effectuant des pillages et des raids précisément sur les territoires de la république de Venise qui fut la première à l'accueillir, dans les comtés de Bassano, Soave, Caldiero, Cittadella, Castelfranco, Nervesa et près des collines de Montello. Il conquiert les châteaux de Lonigo, où il massacre plus de 1 500 habitants et incendie leurs maisons, Gradisca d'Isonzo et Castelnuovo del Garda. Le 9 mai de la même année, il participe à la célèbre bataille d'Agnadello, écrasant les troupes du chef vénitien Bartolomeo d'Alviano . Il participe également aux sièges de Padoue en 1509 et de Trévise en 1511. C'est peut-être à cette période, en 1510, que Maximilien de Habsbourg investit Bua au rang de comte du Saint Empire romain  avec les prédicats d'Ilaz et de Suave .
Il emploie ses nombreux proches parents, gendres, frères, fils et neveux, regroupés au sein d'une famille élargie, qui se bat avec acharnement et succès.
Dans ces années, Bua devient célèbre également pour la capture du château de Quero (1509), forteresse vénitienne construite le long de la Piave au pied des pré-Alpes de Belluno : un poème grec du XVIe siècle raconte que Bua se jeta dans la rivière, suivi des siens, contournant les défenseurs et les prenant par surprise . Son principal prisonnier est le capitaine du château, Gerolamo Emiliani qui appartient à la famille patricienne des Miani, et qui, enchaîné et forcé de suivre les stradiotti de Bua dans leurs raids dans la Marche trévisane (et non emprisonné dans les donjons du château comme on le croit parfois), aurait alors été miraculeusement libéré par l'intercession de Notre-Dame. À son retour à Trévise après son emprisonnement, les Miani ont apporté leurs chaînes en ex-voto, qui sont encore visibles, à la fresque vénérée de la Vierge à l'enfant dans l' église Santa Fosca à Santa Maria Maggiore.

### Le retour à la Serenissime
.

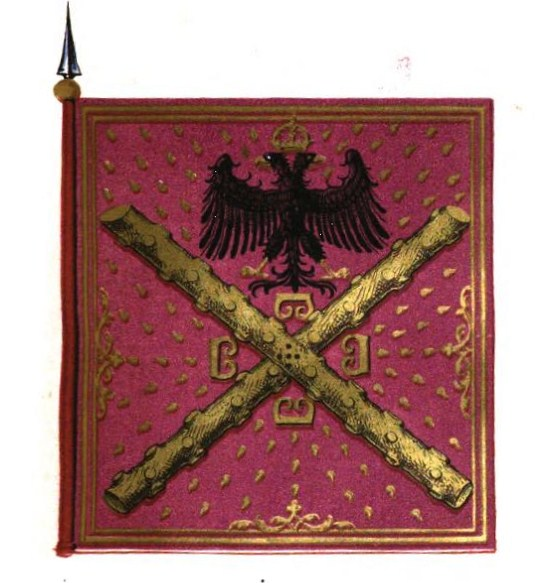
La bannière accordée au comte Bua par l'empereur romain germanique Maximilien I (1510)

À l'été 1513, Mercurio Bua affronte 200 stradiotti vénitiens près de Padoue. Lors de l'affrontement qui suit, l'un de ses hommes aurait été volontairement capturé afin d'engager des négociations avec les opposants au nom de Bua. Après avoir obtenu un sauf-conduit d'Alviano et une rencontre avec le Provéditeur Giovanni Vitturi et d'Alviano lui-même, il déserte l'armée impériale pour passer à nouveau sous l'insigne marcien, au service duquel il se battra pour le restant de ses jours. En arrivant à Venise, Bua est reçu par le doge Leonardo Loredan, et il demande qu'on lui confie le commandement de tous les stradiotti : cette demande rencontre une résistance importante, notamment chez les cavaliers de nationalité grecque.
Le 7 octobre de la même année, il se distingue lors de la bataille de Creazzo contre les Espagnols, recevant les éloges d'Alviano et accédant ainsi au Collegio dei Savi. En 1514, il s'installe à Polesine et reconquiert Rovigo, faisant prisonnier le commissaire espagnol. Il effectue ensuite d'autres opérations militaires contre les Espagnols et les Allemands, capturant des armes et des chevaux à l'ennemi. Après avoir saccagé la campagne de Trente, il entre dans Este et suit d'Alviano dans la nouvelle reconquête de Rovigo qui était occupée de nouveau par les Espagnols. Le Provveditore Generale  Domenico Contarini loua à nouveau son audace. En septembre 1515, il combat à la bataille de Marignan, lors de laquelle les Vénitiens et les Français chassent les Suisses au-delà des Alpes : il semble qu'à cette occasion, par une action héroïque de ses stratiotes, il ait sauvé la vie du roi de France  qui était présent sur le champ de bataille à la tête de ses troupes. Le soir même, selon la chronique de l'écuyer du célèbre chevalier Bayard, le souverain l'aurait embrassé en le désignant publiquement comme son sauveur .
Après une succession de victoires, en particulier sur les forces d'occupation espagnoles stationnées entre la Vénétie et la Lombardie, sa popularité à Venise continue de croître : en seulement deux ans, sa pension mensuelle passe de 100 à 1 000 ducats, et en 1516, après une action victorieuse à San Martino Buon Albergo, il demande au Collegio dei Savi un commandement de 100 lances et 300 chevaux légers, ainsi qu'une somme supplémentaire de 1200 ducats. Il obtient aussi que six de ses hommes soient armés chevaliers et qu'il ne soit plus soumis aux ordres du Provveditore des stradiotti Giovanni Vitturi, mais seulement à ceux du Provveditore Generale, du capitaine général et du gouverneur général. Enfin, il obtient du Sénat vénitien l'investiture du rang comtal et le titre de Chevalier de Saint Marc . Il bénéficie de ce titre suprême grâce à un privilège exceptionnel. À cette époque, Bua épouse Caterina, de nationalité grecque , fille du condottiere Nicolò Boccali.
En avril, il s'installe en Lombardie, où il participe d'abord à la défense de Milan contre les forces impériales venant du Trentin, puis au pillage de Lodi, Martinengo et Bergame. Pendant ce temps, à Venise, le Provveditore Generale Andrea Gritti le critique vivement pour son indiscipline, sa cupidité et sa condescendance excessive envers le général allié, le Connetable de Bourbon. Le reste de l'année, Bua continue de mener des sorties et des pillages autour de Vérone, ville toujours tenue par les impériaux et assiégée par les troupes de la république de Venise. En janvier 1517, il est parmi les premiers à entrer dans la ville après de la reddition allemande. Dans le même temps, il entretient des contacts fréquents avec le doge et avec le Conseil des Dix, commence à fréquenter plus assidûment Venise et assiste à de nombreux événements laïques et religieux aux côtés des plus hautes autorités de l'État; il assisté aussi à une session du Conseil majeur. En avril, le baptême du feu de son premier fils, Pirro, a eu lieu à Santa Maria Formosa .

#### La quatrième guerre d'Italie

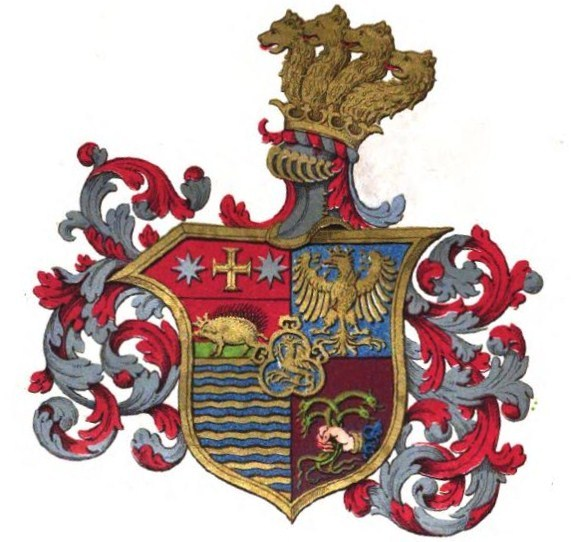
Armes du comte Marcurio Bua.

Jusqu'au milieu de 1521, il fait la navette entre la capitale et Trévise, ville dans laquelle il a obtenu l'autorisation de construire une maison. Il reprend les armes en août de la même année, au début d'une nouvelle phase des guerres d'Italie. Envoyé en Émilie, Bua est défait par le grand condottiere Médicis Jean des Bandes Noires. Il se retire en Lombardie, d'abord à Bergame, puis à Milan où il organise la défense de la ville contre les impériaux qui l'assiègent. En novembre, la ville se rend ; Bua est fait prisonnier par Federico Gonzaga, qui, après l'avoir d'abord conduit à Mantoue, le libère sans rançon. Alors qu'il est de retour à Venise pour collecter des fonds destinés à la reconstitution de sa condotta décimée lors de la campagne lombarde, il doit rejoindre le énième siège de Milan. Puis, il est de nouveau de retour dans la lagune, où il rencontre le doge Andrea Gritti, tout juste élu.
Les années suivantes, les événements se succèdent comme divers affrontements armés en Vénétie et en Lombardie contre les impériaux, la mort de sa première femme en juillet 1524, qui est enterrée à San Biagio, une vaine tentative pour intercepter les lansquenets de Georg von Frundsberg qui se dirigent vers Rome en 1527, des conflits avec l'ancien fournisseur général Piero Pesaro, qui ne le considère plus comme apte aux missions opérationnelles, son envoi à Bergame comme commandant de la défense de la ville et la conquête de la Chartreuse de Pavie en 1528, sa nomination, par le Collegio dei Savi, au poste de gouverneur de Ravenne, poste qu'il occupe de mai à novembre 1529.
Bua, veuf en 1524 de Caterina Boccali, morte de cause inconnue, se remarie l'année suivante avec Elizabeth, fille du patricien vénitien Alvise Balbi . De ce deuxième mariage naissent quatre enfants: Elena Maria, Curione, Polissena et Alessandro .

### Les dernières années
À partir de 1532, il s'installe définitivement dans sa maison de Trévise située près de l'église de San Nicolò , bien que désireux, malgré son âge, de reprendre les armes: il propose par exemple, de lancer des actions insurrectionnelles dans sa Morée natale lorsque les Turcs se retirent de Corfou en 1537. La dernière tâche qui lui est confiée et dont il reste des traces est, probablement, une mission d'escorte de Venise à Coire, en traversant la Valteline, de l'ambassadeur de France Antonio Rincon, rentrant en France depui Constantinople.
Longtemps atteint de goutte , Mercurio Bua Spata décède à Trévise en 1542 et est enterré dans l'église de Santa Maria Maggiore, le même sanctuaire où trente ans plus tôt, comme déjà mentionné, son prisonnier Girolamo Miani, avait apporté ses chaînes en ex-voto à Notre-Dame, ce même sanctuaire qui, en 1882, devint la propriété des clercs réguliers de Somasca , un ordre fondé par Miani lui-même après son emprisonnement et sa libération miraculeuse. Le splendide sarcophage en marbre dans lequel fut placé le corps de Mercurio Bua, visible dans cette église, est l'œuvre du sculpteur lombard Agostino Busti, appelé le Bambaia. Il était à l'origine destiné au musicologue Franchino Gaffurio et fut volé par Bua len personne à la chartreuse de Pavie pendant le sac de la ville en 1528.
La famille Bua s'éteint avec la mort du petit-fils du capitaine qui émigra en France, s'installa à la cour des Valois et décéda lors des guerres de religion françaises de la fin du XVIe siècle . L'héritage de la famille est ensuite passé aux descendants des petites-filles du Bua, dont la noble Agolanti Treviso. En 1637, son descendant Francesco Agolanti fit sculpter une épitaphe pour se souvenir des actes de l'illustre ancêtre: